# Lingue d'Italia
     Piemontese (PI)
     Ligure (LI)
     Lombardo (LO)
     Emiliano e Romagnolo (ER)
     Gallo-italico di Basilicata (GB)
     Gallo-italico di Sicilia (GS)
     Veneto (VE)
     Abruzzese e Molisano (AB)
     Lucano e Irpino (LU)
     Campano (CM)
     Pugliese (PU)
     Meridionale estremo (ME)
     Sassarese e Gallurese (CO)
     Peri-mediani (PM)
     Toscano (TO)
     Mediano (MD)
     Sardo (SA)
     Friulano (FU)
     Ladino (LA)
     Catalano (CA)
     Francoprovenzale (FP)
     Occitano (PR)
     Sudtirolese (ST)
     Bavarese centrale (CB)
     Cimbro (CI)
     Mòcheno (MO)
     Walser (WA)
     Sloveno (SL)
     Croato (SC)
     Albanese (AL)
     Griko e Greco calabro (GC)

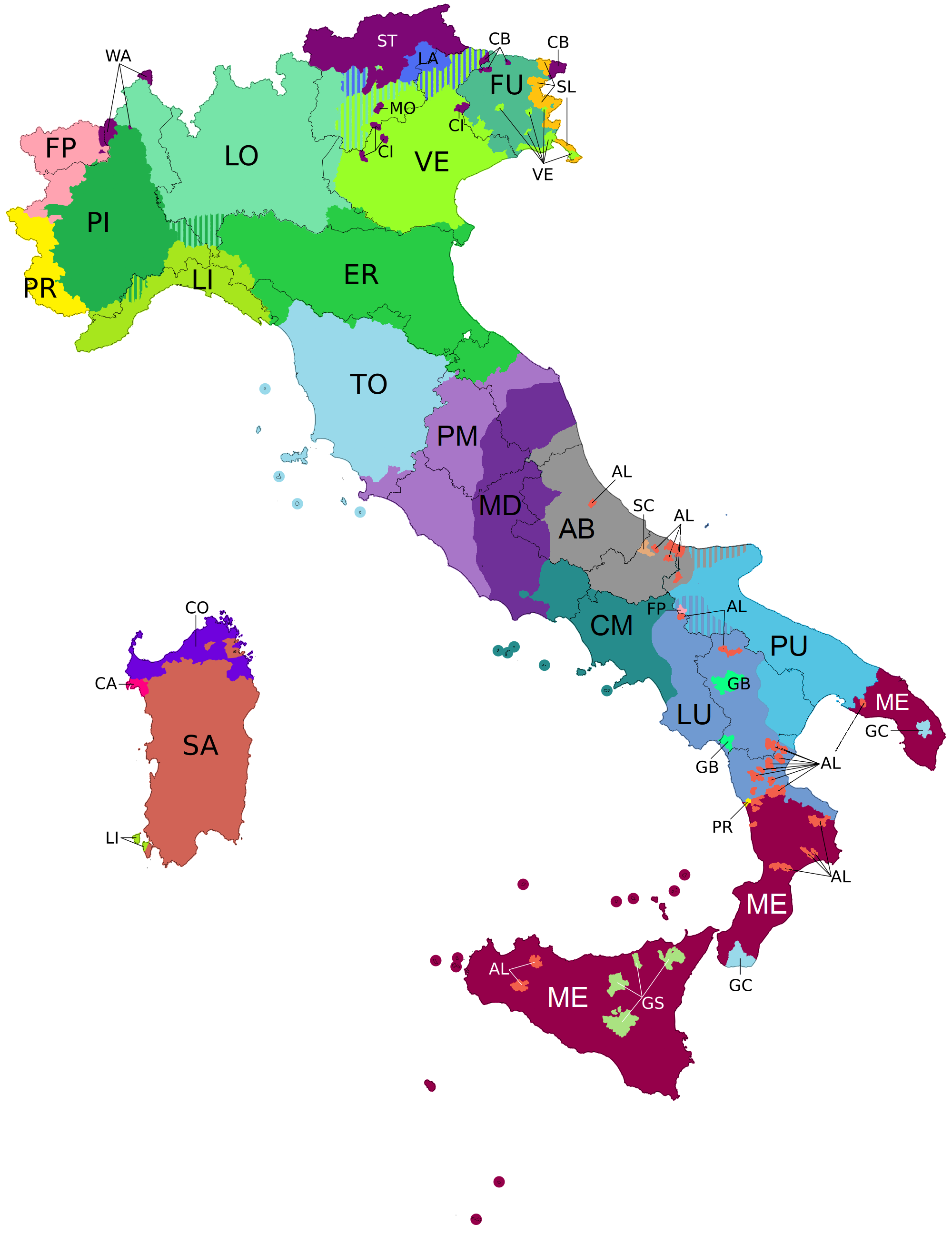
Diffusione delle lingue e dei dialetti in Italia ivi comprese le isole linguistiche.
Lingue italo-romanze
Piemontese (PI)
Ligure (LI)
Lombardo (LO)
Emiliano e Romagnolo (ER)
Gallo-italico di Basilicata (GB)
Gallo-italico di Sicilia (GS)
Veneto (VE)
Abruzzese e Molisano (AB)
Lucano e Irpino (LU)
Campano (CM)
Pugliese (PU)
Meridionale estremo (ME)
Sassarese e Gallurese (CO)
Peri-mediani (PM)
Toscano (TO)
Mediano (MD)
Lingue minoritarie
Sardo (SA)
Friulano (FU)
Ladino (LA)
Catalano (CA)
Francoprovenzale (FP)
Occitano (PR)
Sudtirolese (ST)
Bavarese centrale (CB)
Cimbro (CI)
Mòcheno (MO)
Walser (WA)
Sloveno (SL)
Croato (SC)
Albanese (AL)
Griko e Greco calabro (GC)

Le lingue dell'Italia costituiscono uno dei più ricchi e variegati patrimoni linguistici all'interno del panorama europeo.
Le complesse vicende storiche del paese hanno portato infatti ad un esteso multilinguismo, risultante da circa dieci secoli di divisioni politiche e diversità culturali; questa peculiarità non è data solo dalla coesistenza tra la lingua italiana e le minoranze linguistiche alloglotte (stanziate lungo i confini settentrionali o in zone di antichi insediamenti centro-meridionali), ma è dovuta anche alla presenza di tre lingue minoritarie autoctone, sviluppatesi in isolamento rispetto alle aree linguistiche vicine, e all’esistenza di diverse lingue non ufficiali e non standardizzate ancora definite “dialetti” dalla maggior parte della popolazione e delle istituzioni (comprese quelle accademiche), e poste in rapporto di diglossia con l’italiano.
Graziadio Isaia Ascoli, nel ‘’Proemio” del primo volume dell’Archivio glottologico italiano, negli anni 70 del XIX secolo, osservava che alla frammentazione linguistica del paese corrispondeva la secolare mancanza di una capitale accentratrice capace di promuovere un modello linguistico di riferimento per gli altri territori, contrariamente a quanto avvenuto precedentemente in Francia; oltre a ciò, il glottologo ravvisava l’assenza in Italia di un movimento religioso e culturale, quale fu la Riforma protestante per la Germania, che permise la circolazione di una lingua omogenea e la diffusione dell’istruzione elementare pur in assenza di un’unione politica e pur esistendo in quel paese una divisione delle Chiese. A tali considerazioni, nel XX secolo, Tullio De Mauro aggiungeva questioni geografiche: non solo i confini politico-amministrativi tra gli stati preunitari, ma anche la discontinuità paesaggistica e naturale avrebbero condizionato i particolarismi regionali e dunque ostacolato l’espansione di una lingua nazionale, favorendo invece l’abbondanza di idiomi locali fortemente differenziati gli uni dagli altri.
Ad eccezione di taluni idiomi stranieri legati ai moderni flussi migratori, le lingue che vi si parlano comunemente sono in via esclusiva di ceppo indoeuropeo e appartenenti in larga prevalenza alla famiglia delle lingue romanze; sono presenti, altresì, varietà albanesi, germaniche, greche e slave.
La lingua ufficiale (de iure) della Repubblica Italiana, l'italiano, discende storicamente dalla variante letteraria del volgare toscano, il cui uso in letteratura è iniziato con le cosiddette "Tre Corone" (Dante, Petrarca e Boccaccio) verso il XIII secolo, e si è in seguito evoluto storicamente nella lingua italiana moderna; questa, con l'eccezione di alcune aree di più tarda italianizzazione, sarebbe stata ufficialmente adottata come codice linguistico di prestigio presso i vari Stati preunitari a partire dal XVI secolo.
Da allora l'italiano, codificato per scrivere opere letterarie, è rimasto a lungo una lingua propria di un ristrettissimo numero di alfabeti, appresa solo leggendo e non impiegata nella comunicazione quotidiana. Al momento dell'unificazione politica di gran parte dell'Italia nel Regno di Sardegna nel 1860, secondo De Mauro, gli italofoni ammontavano al 2,5%, mentre Arrigo Castellani ne stimava un 10%. Essa poté in seguito diffondersi tra le masse popolari, su larga scala, mediante l'istruzione obbligatoria, l’urbanesimo, le migrazioni interne, la burocrazia, il servizio militare e i mezzi di comunicazione di massa (a stampa e audiovisivi) dagli anni 50 del XX secolo
Rilevamenti periodici condotti dal 1974 da Istat e Doxa hanno accertato un continuo calo di parlanti dei “dialetti”; dal 1991 si è registrata un’attenuazione della contrazione generale del numero di locutori, in accompagnamento alla crescita non tanto dell’italofonia pura, ma di un uso alternato e di un parlato mistilingue di italiano e varietà locali, con assestamenti minimi nel decennio successivo.

Secondo l'Istat, nel 2015 il 45,9% degli italiani parlava in modo esclusivo o prevalente l'italiano, il 32,2% lo alternava con una varietà locale, il 14% si esprimeva esclusivamente nell'idioma locale, mentre il resto ricorreva a un'altra lingua. 

## Lingue territoriali
| Lingua                                               | Popolazione       | Note                        | Regione | Riconoscimento o tutela ufficiale da parte dello Stato italiano          |
| ---------------------------------------------------- | ----------------- | --------------------------- | --- | ------------------------------------------------------------------------ |
| Dialetti italiani mediani                            | 3000000           | [ 21 ]                      | Lazio (escluso l'estremo sud), Marche (la zona umbrofona sud occidentale della provincia di Pesaro e Urbino, provincia di Ancona [esclusi il circondario di Senigallia e l'isola linguistica gallica del Conero], provincia di Macerata, provincia di Fermo), Umbria, Abruzzo (estremo ovest) | No                                                                       |
| Dialetti italiani meridionali                        | 5700000 - 7500000 | [ 22 ] [ 23 ]               | Lazio meridionale, Campania, Marche (provincia di Ascoli Piceno), Abruzzo (escluso l'estremo ovest), Molise, Basilicata, Calabria settentrionale, Puglia settentrionale e centrale | No                                                                       |
| Dialetti italiani meridionali estremi                | 4700000           | [ 24 ]                      | Sicilia, Calabria centro-meridionale e Salento. Vocalismi in Cilento | No                                                                       |
| Veneto                                               | 3800000           | [ 25 ]                      | Veneto, Trentino centrale e orientale, Friuli-Venezia Giulia, Piana di Bolzano e Bassa Atesina in Alto Adige | No                                                                       |
| Lombardo                                             | 3600000           | [ 26 ]                      | Lombardia, Piemonte orientale, Trentino occidentale, Canton Ticino, Canton Grigioni | No                                                                       |
| Sardo                                                | 1576000           | [ 27 ] [ 28 ] [ 29 ]        | Sardegna | Sì                                                                       |
| Piemontese                                           | 700000            | [ 30 ]                      | Piemonte, bassa Valle d'Aosta, alta Liguria | No                                                                       |
| Emiliano                                             | 1500000           | [ 31 ]                      | Emilia, bassa provincia di Mantova, Oltrepò pavese, Veneto meridionale, Appennino toscano, Lunigiana, Liguria orientale | No                                                                       |
| Romagnolo                                            | 1100000           | [ 32 ]                      | Romagna, Romagna toscana | No                                                                       |
| Dialetto gallo-piceno                                | 400000            | [ 33 ]                      | Marche (provincia di Pesaro e Urbino [esclusa la zona umbrofona sud occidentale], circondario di Senigallia, isola linguistica gallica del Conero) | No                                                                       |
| Ligure                                               | 500000            | [ 34 ]                      | Liguria, basso Piemonte, aree appenniniche dell'Oltrepò Pavese, del Piacentino, del Parmense e dell'Oltrepò Pavese, isole del Sulcis in Sardegna | No                                                                       |
| Friulano                                             | 550000 - 600000   | [ 35 ] [ 36 ]               | Friuli-Venezia Giulia (60%) e Veneto nell'ex Mandamento di Portogruaro | Sì                                                                       |
| Dialetti toscani                                     | 3000000           | [ 37 ]                      | Toscana (esclusa la Lunigiana e la Romagna Toscana) | No                                                                       |
| Tedesco, Bavarese, Sudtirolese, Cimbro e Mocheno     | 345000            | [ 38 ] [ 39 ] [ 40 ] [ 41 ] | Alto Adige (69,15%), Friuli-Venezia Giulia, Trentino, Valle d'Aosta, Veneto | Sì (con carattere di co-ufficialità nella Provincia autonoma di Bolzano) |
| Arbëresh                                             | 100000            | [ 42 ]                      | Calabria, Sicilia, Molise, Basilicata, Puglia, Campania e Abruzzo | Sì                                                                       |
| Francese                                             | 100000            | [ 43 ]                      | Valle d'Aosta | Sì (con carattere di co-ufficialità)                                     |
| Francoprovenzale                                     | 70000             | [ 44 ]                      | Piemonte a Coazze, in Val Cenischia, nelle Valli di Lanzo, in alta Valle Orco e Val Soana; Valle d'Aosta; Puglia in Val Maggiore (a Faeto e Celle di San Vito) | Sì                                                                       |
| Gallurese                                            | 100000            | [ 45 ]                      | Sardegna in Gallura | Sì                                                                       |
| Occitano                                             | 100000            | [ 46 ]                      | Piemonte nelle valli di Cuneo e Torino; Calabria a Guardia Piemontese | Sì                                                                       |
| Sassarese                                            | 100000            | [ 47 ]                      | Sardegna nel nord della Provincia di Sassari | Sì                                                                       |
| Sloveno                                              | 100000            | [ 48 ]                      | Friuli-Venezia Giulia: lo Sloveno è diffuso insieme all'Italiano in tutti e sei i comuni della provincia di Trieste, in otto comuni su venticinque della Provincia di Gorizia, in diciotto comuni su 134 della Provincia di Udine                                                             | Sì (con carattere di co-ufficialità)                                     |
| Galloitalico di Sicilia e Galloitalico di Basilicata | 60000             | [ 50 ]                      | Basilicata, Sicilia | No                                                                       |
| Catalano algherese                                   | 44000             | [ 51 ]                      | Sardegna ad Alghero | Sì                                                                       |
| Greco-italiota                                       | 20000             | [ 52 ]                      | Calabria nella città metropolitana di Reggio, Puglia nella Grecia salentina e in Sicilia a Messina | Sì                                                                       |
| Ladino                                               | 31000             | [ 53 ]                      | Trentino-Alto Adige a Bolzano (4,19%), a Trento (1,69%), Veneto a Belluno (10%) | Sì (con carattere di co-ufficialità)                                     |
| Walser                                               | 3400              | [ 54 ]                      | Valle d'Aosta, Piemonte | Sì                                                                       |
| Croato molisano                                      | 1000              | [ 55 ]                      | Molise nei comuni di Acquaviva Collecroce (Kruč), Montemitro (Mundimitar) e San Felice del Molise (Filič) | Sì                                                                       |

## Lingue non territoriali
Esistono poi «lingue non territoriali», parlate in Italia ma non in un territorio definito: come gli idiomi dei nomadi Rom e Sinti, e la lingua dei segni italiana (LIS). Quest'ultima è parlata dalla comunità di persone sorde, diffusa in tutto il territorio italiano, e ha radici culturali, grammatica, movimento e morfologia, movimento spazio-tempo. La popolazione italiana dei sordi è composta da circa 3 524 906 persone che utilizzano la LIS e degli Assistenti alla Comunicazione e degli Interpreti, ed è riconosciuta dalla Convenzione delle Nazioni Unite sui diritti delle persone con disabilità, ratificata in Italia nel 2009. Spesso queste lingue trovano tutela solo nella legislazione regionale, come altre regioni tra cui la Sicilia che ha promosso la diffusione della LIS, con la L.R. 23/2011, in Piemonte la L.R. 31/2012, in Basilicata la LR 30/2017, in Lombardia la LR 20/2016, in Lazio con la LR 6/2015. Esiste infine il metodo Malossi, una lingua tattile utilizzata dalle persone sordo-cieche e dai loro assistenti in varie parti d'Italia.

## Lingue romanze nella Repubblica Italiana

Le lingue romanze in Europa

Gran parte delle lingue romanze e relative varietà parlate entro i confini italiani – ad esclusione della lingua italiana e degli italiani regionali – sono indicate dalla letteratura specialistica italiana come dialetti italo-romanzi, in senso sociolinguistico, in quanto dialetti romanzi che convivono con l'italiano quale lingua tetto. Molti studiosi italiani danno dunque la priorità al criterio di “dipendenza comunicativa”, basato sugli scopi e i contesti d’uso, e non alla struttura linguistica e alla possibilità di comprensione tra parlanti.
I dialetti italo-romanzi sono inoltre descritti come dialetti romanzi primari, ossia varietà indipendenti e coeve alla lingua italiana, sviluppatesi autonomamente dal latino e che non hanno raggiunto una standardizzazione; per questo sono altresì denominati lingue sorelle dell'italiano, anche in virtù della distanza che li separa da esso.

Vanno perciò distinti dagli italiani regionali, cioè le varietà locali della lingua italiana, da cui derivano, e che costituiscono dei dialetti romanzi secondari (questa distinzione è operata anche ricorrendo alle espressioni "dialetti d’Italia" per i dialetti romanzi primari e "dialetti italiani" per i secondari).
Pertanto, i dialetti italo-romanzi sono da considerarsi varietà linguistiche allo stesso titolo di francese, portoghese o romeno, dunque vere e proprie lingue secondo principi puramente linguistici.
Soprattutto quando formano dei cluster, le varietà romanze d’Italia possono essere citate anche come lingue regionali, cioè lingue storiche non riconosciute dallo Stato, diffuse in un territorio inferiore a quello statale ma non sempre coincidente con i confini amministrativi regionali e che dopo l’unificazione nazionale sono state declassate all’uso in contesti informali, sebbene in precedenza parlate anche da dotti e aristocratici (alcune avevano goduto di ufficialità nei regni preunitari.) 
Un’altra possibile definizione è quella di lingue contestate; con questa espressione ci si riferisce a lingue minoritarie in pericolo di estinzione, come tali registrate nei cataloghi specialistici internazionali, spesso non riconosciute dalla legislazione nazionale e percepite come di scarso prestigio sociale e culturale, oltre ad essere frequentemente chiamate dialetti. Ne sono un esempio lingue prive di ufficialità istituzionale come il lombardo, al quale generalmente i linguisti italiani negano l’attribuzione di uno status, il piemontese il napoletano e il siciliano, ma anche il sardo che, pur godendo di riconoscimento statale e regionale, vede la propria standardizzazione messa in discussione dagli stessi parlanti.
In Italia la posizione accademica tradizionale riconosce dunque alle varietà italo-romanze un’autonomia dall’italiano su basi storiche e linguistiche, ma la nega dal punto di vista socio-politico in base alla prospettiva della lingua tetto, secondo la quale un idioma parte di un continuum viene elevato a livello sociale per mezzo di standardizzazione e pianificazione linguistica; allo stesso tempo, gli specialisti del paese si conformano alla convenzionale politica linguistica dello Stato, che esclude dai contesti di prestigio le varietà diverse dall'italiano standard.

Per quanto sia corretta la denominazione di “dialetti”, è maggiormente opportuno utilizzarla in riferimento alle lingue “virtuali” (cioè ai "cluster dialettali") a cui appartengono, così come il provenzale, ad esempio, può essere considerato un dialetto dell'occitano.
Va notato che la categoria "dialetti italiani", come gruppo omogeneo che racchiude le lingue italo-romanze, ha poca rilevanza da un punto di vista strettamente linguistico, data la grande differenza che può sussistere tra un dialetto e l'altro; tuttavia, la dicitura dialetto milanese, dialetto napoletano, ecc. non è scorretta, data la diffusa accezione del termine in Italia nel senso sociolinguistico di "lingua sociolinguisticamente subordinata a quella nazionale" o "lingua contrapposta a quella nazionale".

### Lingue retoromanze
Questo gruppo linguistico, identificato nel suo insieme per la prima volta da Graziadio Isaia Ascoli, fu per molto tempo considerato un sottogruppo del gruppo italoromanzo; attualmente, però, è generalmente considerato un sistema autonomo nell'ambito delle lingue romanze, come osservato già da Tullio De Mauro nel 1963 e da Sergio Salvi nel 1973. Ciò è stato successivamente riconosciuto dal legislatore italiano con la legge 482/99. 
Le lingue riconosciute del gruppo sono il ladino e il friulano (vi appartiene anche il romancio del Cantone dei Grigioni, in Svizzera).
La lingua friulana è parlata nelle province di Gorizia, Pordenone, Udine e in alcuni comuni di quella di Venezia. Oltre alla tutela statale, è riconosciuta ufficialmente dalla Regione autonoma Friuli Venezia Giulia quale "lingua della comunità regionale".
La lingua ladina è parlata nell'area dolomitica (Ladinia). È lingua coufficiale nella provincia autonoma di Bolzano, ha riconoscimento nella provincia autonoma di Trento e ne è stata recentemente introdotta la tutela anche nei comuni ladini della provincia di Belluno. Varie influenze linguistiche ladine sono presenti anche nel nones, parlato in Val di Non nella provincia autonoma di Trento, tanto che alcuni linguisti considerano questa parlata appartenente al gruppo linguistico ladino.

### Lingue settentrionali
Altrimenti dette "altoitaliane". Nella prima metà del Novecento i gruppi galloitalico e veneto erano considerati romanzi orientali, ora sono generalmente considerati romanzi occidentali.
È stata ipotizzata l'esistenza di una koiné lombardo-veneta, una lingua comune che nel Medioevo sarebbe arrivata ad un certo grado di assestamento, prima di retrocedere di fronte al toscano; con il quale, pare, competesse per il ruolo di lingua letteraria.
Tra i tratti linguistici identificati come comuni nel diasistema italoromanzo Meyer-Lübke indica il passaggio da "cl" a "chi"; ma questo, come fa notare lo stesso Tagliavini, è valido solo per toscano e centromeridionale, mentre le lingue settentrionali palatizzano (cioè passano a "ci"), anche davanti ad "a".

#### Gruppo galloitalico
Il gruppo galloitalico presenta affinità con le lingue romanze occidentali ma per alcuni tratti, condivisi con le lingue Italo-romanze, se ne discosta: nel gallo-italico e nel veneto è assente il plurale sigmatico, cioè terminante in -s (il plurale è vocalico al femminile, mentre al maschile è vocalico o adesinenziale), sono assenti le s come desinenze verbali (eccetto nel piemontese occidentale nella seconda persona singolare dei verbi ausiliari e del futuro), sono pressoché assenti le "s" come desinenze pronominali ed i nessi consonantici sono semplificati (ad esempio piassa per piazza, mentre le lingue neolatine occidentali ed in misura minore le lingue neolatine orientali balcanoromanze mantengono i nessi consonantici).
Caratteristiche Gallo-romanze presenti negli idiomi gallo-italici sono l'indebolimento delle sillabe atone (fortissimo soprattutto nell'emiliano), la sonorizzazione delle consonanti occlusive intervocaliche e la riduzione delle geminate nella stessa posizione (lenizione), la caduta in molti casi delle consonanti finali e la presenza in molte varianti di fonemi vocalici anteriori arrotondati (/y, ø/, in passato dette "vocali turbate"). Vari linguisti hanno messo in relazione la similarità con gli idiomi gallo-romanzi con il comune sostrato storico celtico, questa ipotesi è ancora materia di discussione e alcuni linguisti attribuiscono l'indebolimento sillabico e i fonemi /y, ø/ ad un'evoluzione locale indipendente.
Altre caratteristiche proprie di questo sistema sono la risoluzione palatale del gruppo cl-, gl-   e, per alcuni autori, il mantenimento di ca- e ga- (caratteristica tipica dell'italoromanzo); altri autori, e fra questi il Pellegrini, sostengono che però anticamente vi fosse palatalizzazione di ca- e ga-, tratto questo rapidamente retrocesso ed infine, per influenza toscana, andato perduto.
All'interno del gruppo gallo-italico possiamo riconoscere, grazie a più o meno rilevanti omogeneità linguistiche, sistemi più ristretti e distinti fra loro: ligure, piemontese, lombardo, emiliano, romagnolo, galloitalico marchigiano, galloitalico di Sicilia, galloitalico di Basilicata.

#### Gruppo veneto
Il veneto presenta generalmente meno innovazioni dal latino, rispetto ai dialetti galloitalici: non ha l'indebolimento delle sillabe atone e anche le vocali finali reggono abbastanza bene, fuorché dopo sonorante. Le varianti principali sono il veneto centrale o meridionale (Padova, Vicenza, Rovigo), il veneto lagunare (Laguna di Venezia), il veneto orientale (Trieste, Venezia Giulia, Istria e Fiume), il veneto occidentale (Verona, Trento) che ha alcuni caratteri in comune con le parlate orobiche e lombarde, il veneto centro-settentrionale (Treviso), il veneto settentrionale (Belluno), il veneto dalmata (Dalmazia) e i dialetti di valle e pedemontani, come il feltrino.
La caratteristica più vistosa è la struttura sillabica che non tollera geminate in nessuna posizione.

### Toscano
Il toscano è costituito dalle varietà toscane e da quelle più o meno affini parlate in Corsica e nella Sardegna settentrionale. Nonostante non sia una lingua appartenente alla Romània occidentale, presenta molti caratteri tipici della zona altoitaliana. L'italiano letterario è da considerarsi un'altra variante (sebbene molto influenzata da altri idiomi italoromanzi) del dialetto toscano. Il còrso settentrionale o di Cismonte e, in particolare, quello parlato nella regione storica del Capo Corso, è affine al toscano occidentale, dal quale però si differenzia per alcune forme lessicali e le finali in /u/.
Il gallurese, parlato nel nord-est della Sardegna, presenta notevoli influenze della lingua sarda a livello di morfologia e sintassi, ma è strettamente imparentato col còrso meridionale o di Pumonte, nello specifico con quello sartenese che si presenta praticamente identico nell'arcipelago di La Maddalena. Il sassarese condivide un'origine simile al còrso, ma è distinta da quest'ultimo: è patrimonio delle popolazioni mercantili di differente origine (sarde, còrse, toscane e liguri) che nel XII secolo diedero impulso alla neonata città di Sassari, creando un dialetto mercantile che nel corso dei secoli si è esteso a diverse città limitrofe (tutta la costa del Golfo dell'Asinara da Stintino a Sorso), subendo inevitabilmente una profonda influenza da parte del sardo logudorese, dal catalano e dallo spagnolo. Il castellanese si parla solo nel comune di Castelsardo, e una sua variante nei comuni vicini. È una varietà di transizione tra il gallurese e il sassarese.Ha una base morfologica di origine corsa mentre la sintassi è condivisa col sardo.
Lungo il crinale appenninico tra la Toscana e l'Emilia (Sambuca Pistoiese, Fiumalbo, Garfagnana e altre località) le persone più anziane usano ancora delle parlate di transizione tra il sistema toscano e il sistema gallo-italico dette parlate gallo-toscane. Tali parlate sono di grandissimo interesse per i linguisti perché formano un sistema linguistico di transizione sia tra la Romània orientale e quella occidentale, sia tra le parlate altoitaliane e quelle toscane e mediane.

### Lingue e dialetti centrali
Appartengono al gruppo delle lingue centrali tutti i dialetti parlati in gran parte del Lazio (ad esclusione delle regioni più meridionali, dove i dialetti appartengono al gruppo meridionale intermedio), in Umbria, le aree più meridionali della provincia di Grosseto (in Toscana), e nelle province di Ancona, Macerata e Fermo nelle Marche.

#### Gruppo mediano
Il gruppo italiano mediano è quello di più difficile classificazione. Infatti le parlate si sono influenzate tra di loro in maniera considerevole e non lineare. Si distinguono i seguenti idiomi o sottogruppi:
- Dialetti umbri, di difficile sistematizzazione perché completamente privi di koiné. I dialetti dell'Umbria, tutti appartenenti al gruppo mediano, vengono generalmente catalogati per area geografica anche se, all'interno di una stessa area, le differenze, non solo lessicali, sono spesso notevoli.
- Dialetti marchigiani centrali; nelle Marche la frammentazione dialettale è ancor più accentuata che in Umbria. In regione sono infatti diffuse parlate riconducibili a tutti e tre i principali gruppi in cui si divide, sotto il profilo dialettale, l'Italia. Al gruppo mediano appartengono i dialetti marchigiani centrali, (parte della provincia di Ancona[100], provincia di Macerata e provincia di Fermo). Gli altri dialetti marchigiani appartengono ad altri gruppi: a quello gallo-italico appartiene il dialetto gallo-italico marchigiano (provincia di Pesaro e Urbino e parte della provincia di Ancona[101]), al gruppo italiano meridionale appartiene il marchigiano meridionale (provincia di Ascoli Piceno).
- Dialetti della Tuscia viterbese con elementi di influsso del dialetto della Toscana meridionale e quelli mediani veri e propri. Questi dialetti, pur essendo molto simili tra di loro, presentano alcune classificazioni interne.
- Cicolano-aquilano-reatino che presenta alcune influenze dei dialetti del gruppo meridionale.
- Dialetto laziale centro-settentrionale, anch'esso influenzato da alcuni dialetti di tipo meridionale.

I gruppi toscano e mediano sono comunque gruppi abbastanza conservativi: nel còrso non esiste nessun tipo di indebolimento consonantico, nel toscano e in parte dei dialetti umbri e marchigiani c'è la gorgia, altrove una lenizione non fonologica. Comune è la realizzazione fricativa delle affricate mediopalatali e nelle zone meridionali i raddoppiamenti di /b dZ/ semplici intervocalici.

#### Romanesco
Il dialetto romanesco, diffuso prevalentemente nella città di Roma ed in misura minore ad ovest della Capitale (lungo la fascia costiera intercorrente tra Civitavecchia ed Anzio), risulta aver subito una considerevole influenza da parte del toscano diffusa in molti ambienti capitolini (legati in particolare alla Curia) nel XVI secolo e XVII secolo; è quindi molto diverso dall'antico dialetto di Roma, che era invece «sottoposto a influenze meridionali e orientali». Per questa ragione, molti linguisti tendono a considerare tale dialetto indipendente e separato dai restanti dialetti mediani.

### Lingue meridionali

#### Gruppo meridionale
Il gruppo italiano meridionale, o alto-meridionale, è caratterizzato dall'indebolimento delle vocali non accentate (atone) e la loro riduzione alla vocale indistinta (rappresentata dai linguisti come ə o talvolta come ë). A nord della linea Circeo-Sora-Avezzano-L'Aquila-Accumoli-fiume Aso, le vocali atone sono pronunciate chiaramente; a sud di questa linea già si presenta il suono ə, che si ritrova poi fino ai confini meridionali con le aree in cui i dialetti sono classificati come meridionali estremi, ossia alla linea Cetraro-Bisignano-Melissa.

#### Gruppo meridionale estremo
Il gruppo meridionale estremo comprende il siciliano, il calabrese centro-meridionale ed il salentino.
La caratteristica fonetica che accomuna i dialetti del gruppo siciliano è l'esito delle vocali finali che presenta una costante territoriale fortemente caratterizzata e assente nelle altre lingue e dialetti italiani:
- da -A finale latina > -a
- da -E, -I finali latine > -i
- da -O, -Ọ finali preromanze > -u
- da -LL- latina o altra > -ḍḍ- (trascritto nella letteratura come ḍḍ, dd, ddh, o ddr). In alcune zone della Calabria però, dal suono di una singola d, o una j (letta come semivocale i oppure come la j francese a seconda delle località).

Assenza totale delle mute e dello scevà.
È inoltre caratteristica principale e singolarità di molte varianti (ma non tutte), la presenza dei fonemi tr, str, e dd, i quali possiedono un suono retroflesso probabilmente derivante da un sostrato linguistico probabilmente pre-indeuropeo. Il siciliano non è attualmente riconosciuto come lingua a livello nazionale.

### Lingua sarda
La lingua sarda è costituita da un continuum di dialetti interni reciprocamente comprensibili e solitamente ricompresi in due norme ortografiche: quella logudorese, nella zona centro-settentrionale, e quella campidanese, in quella centro-meridionale.
Attualmente la lingua sarda è co-ufficiale (insieme all'italiano) nella Regione Autonoma della Sardegna ed è ufficialmente riconosciuta dalla Repubblica come una delle dodici minoranze linguistiche storicamente parlate nel suo territorio. Nel periodo corrente, il sardo è una lingua in pericolo di estinzione, minacciata dal processo di deriva linguistica verso l'italiano ufficialmente avviato nel VIII secolo e ora in stadio piuttosto avanzato.
Si caratterizza in quanto estremamente conservativa, tanto da essere considerata la lingua che nei secoli si sia meno discostata dal latino. Si ritiene che il gruppo sardo sia da considerarsi autonomo nell'ambito delle lingue romanze, come evidenziato già da De Mauro e Salvi, e si ipotizza che costituisca l'unico esponente ancora in vita di in un sistema linguistico romanzo "meridionale", insieme agli ormai estinti dialetti corsi cronologicamente precedenti alla toscanizzazione dell'isola e all'altrettanto estinta parlata latina dell'Africa settentrionale che, fino all'invasione araba, coesistette col berbero e il punico.

### Lingua catalana
Il catalano è parlato, nella varietà cittadina, ad Alghero (provincia di Sassari), limitatamente al centro storico. La città, di fondazione genovese, è diventata catalanofona nel 1350, dopo la conquista aragonese. Nonostante l'influenza del sardo, dello spagnolo e dell'italiano e la presenza di tratti arcaizzanti, l'algherese è ascritto al gruppo dialettale orientale del catalano (in virtù di certe peculiarità, è discussa anche l'ipotesi di una lingua autonoma di matrice catalana).

### Lingua francese
In Valle d'Aosta e in alcune valli piemontesi il francese è lingua di cultura accanto all’italiano. In Valle d’Aosta esso soppiantò il latino negli usi scritti ecclesiastici e amministrativi dal XV secolo e il suo impiego nei documenti ufficiali fu decretato intorno al 1561; nelle valli valdesi fu scelto per i testi religiosi dopo la Riforma protestante al posto dell’occitano e la stessa sostituzione avvenne anche nelle valli Susa, Chisone e Varaita a causa dell’aggregazione al Delfinato (1343-1713). Pur non essendo mai stato la prima lingua di socializzazione ed entrato in crisi nel XX secolo, il francese è generalmente appreso a scuola o in contesti esterni all’ambiente domestisco, tranne per un certo numero di famiglie nell’alta Val Pellice per le quali è lingua materna.

## Lingue non romanze

### Idiomi albanesi

Diffusione della lingua albanese.

Varietà della lingua albanese (arbërishtja) sono parlate storicamente da meno di cinquanta comunità distribuite in Campania, Puglia, Basilicata, Molise, Calabria e Sicilia; non è più albanofona invece la comunità albanese di Villa Badessa (comune di Rosciano, provincia di Pescara), analogamente a diverse altre del Mezzogiorno. Dette varietà, che tra di esse presentano un grado variabile di mutua intelligibilità, sono riconducibili al tosco, il quale è simile alla koinè letteraria d’Albania. Pertanto, non esistono grandi difficoltà di reciproca comprensione tra i parlanti dell’Arberia e quelli dell’altra sponda adriatica. Gli albanofoni discendono dai militari chiamati da Alfonso V d’Aragona nel Regno di Napoli nel XV secolo, dagli esuli in fuga dalla dominazione ottomana in patria e da quelli giunti con le ondate migratorie proseguite fino al XVIII secolo. Si stima che i parlanti siano 100.000 circa.

### Idiomi germanici

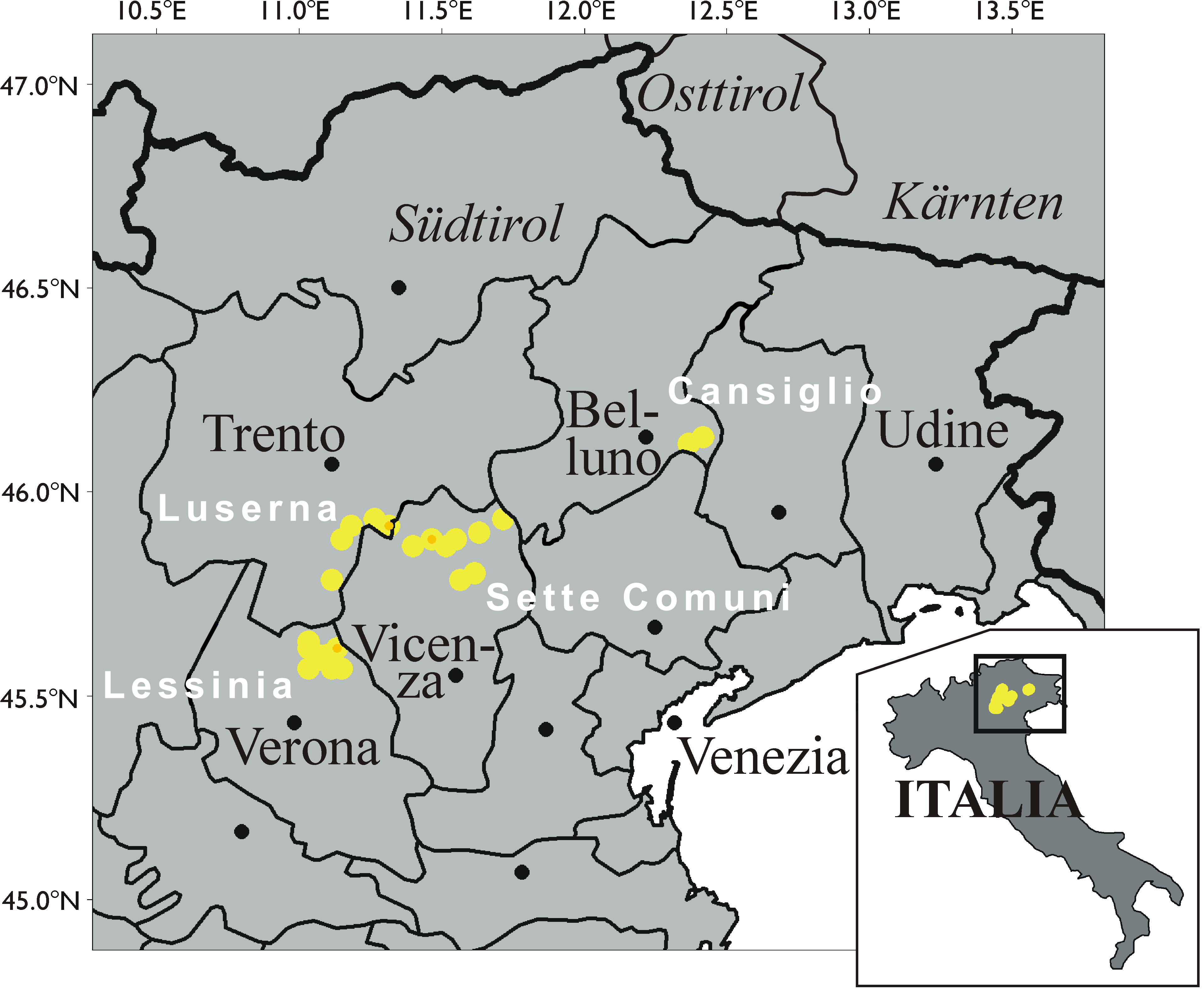
Distribuzione delle comunità cimbre; quelle con il puntino arancione sono tuttora esistenti.

Oltre alla provincia autonoma di Bolzano, nei cui comuni vige il bilinguismo italiano-tedesco, in tutto il Triveneto sussistono alcune isole linguistiche germanofone, sparse nelle regioni prealpine e alpine.
La lingua cimbra è un idioma di tipo bavarese, portato da un gruppo di migranti tedeschi che nel medioevo colonizzarono le zone al confine tra le provincie di Trento, Verona (Tredici Comuni) e Vicenza (Sette Comuni). Incalzato dai dialetti della lingua veneta, il cimbro è entrato in crisi già secoli fa e attualmente è parlato soltanto da poche centinaia di persone. La comunità più vivace è quella di Luserna (Lusern, TN), mentre sono ridotti a poche decine i parlanti di Giazza (Ljetzan, VR) e Roana (Robaan, VI). Praticamente scomparsa l'isola cimbra del Cansiglio (provincie di Belluno e Treviso), fondata all'inizio dell'Ottocento da un gruppo di roanesi.
La lingua mochena è ancora parlata nei villaggi della Val Fersina (collaterale alla Valsugana) e ha origini affini al cimbro, ovvero deriva da uno stanziamento di coloni tedeschi in epoca antica.
Isole germanofone si trovano anche in Carnia (Sauris, Zahre, Timau, Tischlbong e Sappada, Plodn) e hanno un'origine simile alle precedenti. Infine, il tedesco è diffuso su buona parte della Val Canale (Kanaltal), al confine con l'Austria.
In Piemonte e Valle d'Aosta, al gruppo tedesco (precisamente alemanno) appartengono le parlate walser presenti in alcuni comuni e imparentate con quelle del vicino cantone svizzero del Vallese.

### Idiomi greci
In alcuni centri dell'Italia meridionale esistono isole linguistiche dove si parla greco. In particolare le comunità grecofone o grecaniche sono presenti in Salento ed in Calabria.
Nel gennaio 2012 il Comune e la Provincia di Messina riconoscono ufficialmente la lingua greca moderna e grecanica di Calabria.

### Idiomi indo-arii
Il romaní è parlato dai sinti e dai rom d'Italia in diverse forme dialettali influenzate dalle lingue dei paesi attraversati in passato, nonché dalle parlate regionali italiane con cui esse sono in contatto. Nell'Italia insulare il romaní è riscontrabile residualmente nei gerghi dei camminanti siciliani e dei calderari ambulanti sardi.

### Idiomi slavi
In Friuli-Venezia Giulia esiste una comunità che parla lo sloveno in tutta la fascia confinaria delle province di Trieste, Gorizia e Udine. In provincia di Udine esiste inoltre la comunità slovena nella Val di Resia, parlante, secondo alcuni studiosi, una variante dialettale distinta dello sloveno: il resiano. Il dialetto resiano, molto simile ai dialetti sloveni della vicina Carinzia (Austria), è ritenuto a livello internazionale , un dialetto della lingua slovena e il comune di Resia si è dichiarato, ai sensi della L. 482/99, di lingua slovena, ottenendo annualmente i fondi per la tutela come "minoranza linguistica slovena".
In Molise in alcuni centri esistono ancora comunità parlanti il ("na-našu"), antico dialetto slavo originario dell'entroterra dalmata, che discendono dagli slavi che arrivarono in Italia tra il XV-XVI secolo per sfuggire all'avanzata ottomana nei Balcani e si stanziarono nei paesi di Acquaviva Collecroce (Kruč), San Felice del Molise (Sti Filić) e Montemitro (Mundimitar) nell'attuale provincia di Campobasso; la lingua viene parlata da poco più di duemila persone. Questi profughi e i loro discendenti venivano e vengono chiamati con la denominazione antica di Schiavoni (dal latino Sclaveni ovvero Slavi, da cui deriva anche sclavus ovvero schiavo), nome che è rimasto anche nella toponomastica del territorio.

## Pregiudizi linguistici
Dopo l’unificazione nazionale è emerso in Italia un fenomeno di contrasto e stigmatizzazione delle lingue locali, giudicate come destabilizzanti e dannose; il prestigio dell’italiano scritto, e da allora anche parlato, dalle élite culturali e politiche ha così fatto cambiare le abitudini linguistiche della popolazione, sebbene le lingue locali non siano state vietate. Tuttavia, nelle scuole esse sono sempre state schernite e disapprovate a favore dell'italiano che in passato era per molti bambini una lingua del tutto straniera e difficilmente comprensibile (nella scuola elementare di inizio Novecento l’italiano era insegnato ma non ancora praticato, dato che nella vita quotidiana la comunicazione si svolgeva attraverso gli idiomi locali): da qui l'erronea convinzione che i "dialetti" fossero una corruzione della lingua nazionale, peraltro insegnata malamente da maestri che ne avevano una scarsa conoscenza e che così tolleravano, magari inavvertitamente, deviazioni dalla norma teorica (ispezioni ministeriali effettuate negli anni postunitari evidenziarono casi di grave inadeguatezza da parte di insegnanti che sfioravano l’analfabetismo e che in classe si esprimevano nel proprio idioma locale). Così si fece strada anche l’accostamento di essi alla mancanza di istruzione, alla povertà linguistica e ad una bassa condizione socio-economica.
Pregiudizi e opinioni denigratorie sul valore delle varietà locali, levatesi dal mondo della cultura, sono stati assecondati da politiche che svalutavano e non rispettavano i patrimoni linguistici italiani, in particolare durante il regime fascista, che addirittura attuò una persecuzione delle minoranze alloglotte, in quanto, soprattutto a partire dagli anni trenta, il regime iniziò a vedere nelle varietà locali una minaccia all’unità culturale e linguistica del paese e un possibile incoraggiamento di istanze autonomiste. Eppure, inizialmente, la riforma fascista dell’istruzione varata nel 1923 dal ministro Giovanni Gentile, i cui programmi didattici furono redatti da Giuseppe Lombardo Radice, mise da parte l’atteggiamento antidialettale predominante nella scuola, ponendosi l’obiettivo di sconfiggere l’analfabetismo partendo dal retroterra linguistico dell’alunno prima di approdare alla lingua nazionale (secondo il metodo «dal dialetto alla lingua»). Fu invece dai programmi scolastici del 1934 («programmi Ercole») che i “dialetti” tornarono ad essere considerati solo fonte di errori, da sanzionare, come era stato in quelli del 1905 e come sarà in quelli del 1955.
Dunque la scuola, anche dopo il regime, fu teatro di un’aspra battaglia contro tali idiomi, giudicati come il principale ostacolo nell'apprendimento di un italiano corretto e basato su modelli letterari, che fu usato come strumento di selezione sociale per un secolo dopo l’unificazione del paese: questa generale “dialettofobia” istituzionale perdurò fin oltre la metà del XX secolo (simbolicamente viene da alcuni indicata la data del 1962/1963, anno dell’istituzione della scuola media unica, seppure in essa si siano verificati anche successivamente atteggiamenti “antidialettali”). Un ulteriore cambiamento di prospettiva, in positivo, si ebbe con i nuovi programmi della scuola media del 1979.
I pregiudizi linguistici risultano però ancora radicati in zone in cui le varietà locali sono maggiormente vitali, inoltre, un’inchiesta condotta nelle scuole da Giovanni Ruffino tra Secondo e Terzo millennio, tra alunni di 8-11 anni di tutta Italia, ha rilevato la sopravvivenza di forti preconcetti che associano i dialetti a rozzezza, volgarità e delinquenza.
La politica "antidialettale" della scuola italiana, l'influenza dei mezzi di comunicazione e il parere - talvolta apertamente ostile - di alcuni autorevoli intellettuali sono all'origine di una connotazione negativa degli idiomi locali, frequentemente derisi anche in televisione, dei quali l'opinione pubblica ha un'immagine sfavorevole, burlesca e distorta, vedendo in essi "dialetti" culturalmente inferiori e idonei solo a dare un senso di spontaneità al parlato o a suscitare ilarità, se non addirittura un insieme di parole prevalentemente scurrili e inadeguate.
Invece, dal punto di vista della linguistica, la discriminazione dei cosiddetti "dialetti" è ingiustificata, così come la presunzione di superiorità di alcune varietà rispetto ad altre. Poiché per la linguistica tutti i "dialetti" e le "lingue" sono insiemi sistematici di segni e regole ordinati e funzionanti analogamente, secondo alcuni studiosi la distinzione avviene esclusivamente a livello politico: ricorrendo al termine "lingua", molte culture fanno riferimento all'esistenza di un sistema riconosciuto dalle istituzioni, codificato e con a disposizione testi letterari e/o ufficiali scritti in quella lingua: è questo il caso del sardo e del friulano, che hanno anche ottenuto il riconoscimento statale di minoranze linguistiche per i propri parlanti. 

È infatti la politica ad attribuire lo status di "lingua" agli idiomi di chi dispone di mezzi di pressione per farsi riconoscere come comunità etnico-linguistica. Una volta ottenuta tale condizione, e relativi finanziamenti, anche gli idiomi minoritari possono venire dotati di quegli strumenti caratterizzanti le lingue statali (standardizzazione, grammatiche, dizionari, insegnamento scolastico, editoria, uso amministrativo ecc.). Sono appunto questi strumenti la conseguenza, e non la causa, dell’ufficialità di una "lingua".. La mancata assegnazione politica dello statuto di lingue e la scarsa importanza attribuita al patrimonio linguistico italo-romanzo possono essere in parte spiegate come una difesa dell’unità nazionale in un paese di relativamente recente istituzione; l’Accademia della Crusca, che considera i dialetti quali lingue sul piano strutturale, teme invece che la loro possibile espansione in contesti ufficiali possa mettere in crisi l’italiano, il quale già soffre la concorrenza dell’inglese.
A prescindere dal loro riconoscimento politico, la maggioranza dei dialetti italo-romanzi non è comunque costituita da corruzioni, deviazioni o alterazioni della lingua nazionale di base toscana, inoltre essi hanno grammatica, lessico e spesso letteratura. La stessa lingua italiana è la forma standardizzata di uno di essi, derivando dal dialetto toscano letterario di base fiorentina del XIV secolo, che dal XVI secolo venne progressivamente impiegato come modello linguistico esemplare.
Per quanto l’uso del termine dialetto tra i linguisti accademici sia appropriato e giustificato, seppur deliberatamente ambiguo, è la complessità dei suoi vari significati a renderlo oscuro ai non specialisti, cosicché esso si è caricato di pregiudizi e di una connotazione negativa nel linguaggio comune, sui media e nella società in generale.

### Valore culturale dei dialetti in Italia

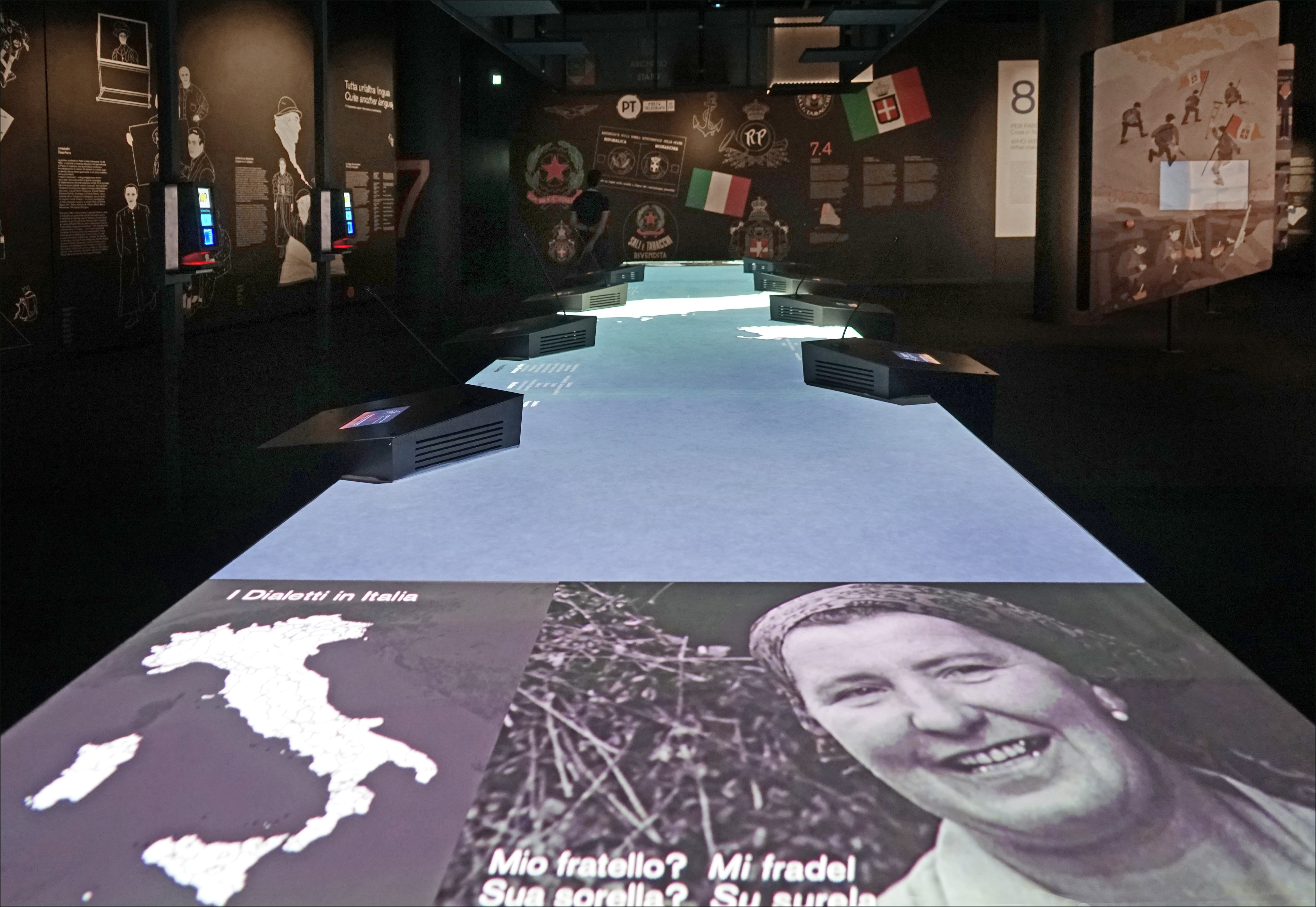
Tavolo interattivo sui dialetti in Italia (Museo M9, Mestre)

Secondo Tullio De Mauro, il plurilinguismo "italiano più dialetti o una delle tredici lingue di minoranza" (egli vi includeva anche il romaní, poi escluso dall'art. 2 della L. 482/1999 perché privo dell'elemento della "territorialità") gioca un ruolo positivo in quanto «i ragazzi che parlano costantemente e solo italiano hanno punteggi meno brillanti di ragazzi che hanno anche qualche rapporto con la realtà dialettale».
Forti di una radicata tradizione verbale ma anche letteraria, le varietà italo-romanze non riconosciute in Italia sono servite nel tempo da spunto per la realizzazione di molti lavori teatrali entrati poi stabilmente nel repertorio di uno specifico genere chiamato teatro dialettale. 

Negli ultimi decenni del Novecento, contemporaneamente alla scomparsa degli idiomi locali nel parlato, è stata riscontrata una loro ripresa nella poesia, che testimonia l’assenza di complessi d’inferiorità nei confronti dell’italiano letterario illustre e una crescita del loro prestigio culturale; le varietà impiegate sono anche quelle più periferiche e di piccoli centri in alternativa al monolinguismo e a una lingua nazionale ritenuta ormai logora.

Negli anni novanta del XX secolo si è delineata infatti una nuova maturità linguistica, che consentiva l’alternanza e la mescolanza di “dialetto” e italiano: ciò si è rivelato particolarmente nella musica leggera giovanile (specialmente rap e reggae), ma anche la pubblicità ha visto un significativo incremento del ricorso alle lingue locali nei messaggi. Come confermato da un successivo studio di Paola Bonucci (2003), dopo questi primi tentativi la tendenza si è poi rafforzata nel decennio successivo addirittura per la promozione di prodotti non legati ad alcuna caratteristica di regionalità. 
Sulla base di dati Istat raccolti nel 1995, 2000 e 2006 Gaetano Berruto ha segnalato l’emergere di quelle che egli stesso ha definito «nuova dialettalità» o «risorgenze dialettali», cioè la ricorrenza di formulazioni nelle varietà locali in vari ambiti: oltre appunto alla pubblicità e alla musica giovanile, gli sms, le lingue esposte (insegne di attività, graffiti ecc.), la stampa e i media audiovisivi locali, le conversazioni confidenziali e la comunicazione mediata dal computer (siti web, forum, chat, e-mail ecc.). Il linguista, alle soglie del Terzo millennio, ravvisava un riposizionamento delle varietà locali, non più considerate come sinonimi d’ignoranza o ostacolo alla promozione sociale, una volta “italianizzato” linguisticamente il paese, ma come una possibilità in più nel repertorio comunicativo; ciò ha interessato in particolare i giovani, compresi quelli cresciuti senza “dialetto”, connotati come parlanti evanescenti o parlanti semiattivi, ovvero privi di una piena competenza della propria varietà.  
Tra XX e XXI secolo si sono manifestate attenzioni regionaliste, soprattutto da parte dell’allora Lega Nord, per l’insegnamento delle lingue locali nelle scuole, ambigue per quanto riguarda metodi e obiettivi. 
Dagli anni 2000, con l’uso dei “dialetti” accolto nella comunicazione pubblica stilisticamente vivace, come è accaduto nella strategia di marketing di aziende grandi e piccole, si è assistito al sempre più frequente ricorso di questo rinnovato strumento linguistico tra le tifoserie ultras per quanto riguarda la scrittura degli striscioni, che restano prevalentemente in italiano, per diffondere a livello nazionale la propria identità locale.

## Situazione giuridica

### Legislazione statale

#### Lingua ufficiale
Nella Repubblica Italiana la lingua ufficiale è l'italiano. Oltre alla consuetudine, il riconoscimento si può ricavare indirettamente dal fatto che la Costituzione è redatta solo in italiano, mentre un riconoscimento espresso si trova nello statuto del Trentino-Alto Adige, che è una legge costituzionale della Repubblica:
(Statuto Speciale per il Trentino-Alto Adige, Art. 99)
Ulteriori riconoscimenti sono presenti nell'articolo 122 del codice di procedura civile, nell'articolo 109 del codice di procedura penale, e nell'articolo 1 della legge 482/1999.
(Codice di procedura civile, Art. 122)
(Codice di procedura penale, Art. 109 (169-3; 63, 201 att.))
(Legge 482/1999, Art. 1 Comma 1)

#### Minoranze linguistiche
La Costituzione prevede all'articolo 6 la tutela delle minoranze linguistiche, che ne riconosce i diritti linguistici. Per due minoranze in particolare delle dodici, la tutela della lingua e della cultura sono esplicitate negli statuti di autonomia del Trentino-Alto Adige e della Valle d'Aosta.
(Costituzione della Repubblica Italiana, Art. 6)
(Statuto di Autonomia della Regione Trentino-Alto Adige, Art. 99)
(Statuto della Valle d'Aosta, Art. 38)

Comunità riconosciute come minoranze linguistiche storiche dalla legislazione statale nella Repubblica Italiana.

In seguito a un assai travagliato processo normativo, la Legge 15 dicembre 1999, n. 482 (Norme in materia di tutela delle minoranze linguistiche storiche) ha infine dato applicazione all'Art. 6 della Costituzione, riconoscendo la tutela della lingua e della cultura di dodici popolazioni autoctone storicamente parlanti idiomi diversi dall'italiano (oltre ad avere altre caratteristiche che le distinguono) e elencate in due gruppi di sei: nel primo albanesi, catalane, germaniche, greche, slovene e croate, nel secondo francesi, francoprovenzali, friulane, ladine, occitane e sarde. La Repubblica ha inoltre firmato e ratificato nel 1997 la Convenzione-quadro per la protezione delle minoranze nazionali, e ha firmato la Carta europea delle lingue regionali o minoritarie il 27 giugno del 2000, ma non l'ha ratificata per cui non trova applicazione nel territorio della Repubblica.
Nella quotidianità non tutte le dodici lingue riconosciute a livello nazionale godono della stessa considerazione: ad esempio, l'Agenzia delle Entrate mette a disposizione il modello 730 e le relative istruzioni, oltre che in italiano, solo in tedesco e in sloveno. I siti governativi e parlamentari non hanno una versione, nemmeno ridotta, in queste lingue, salvo rare eccezioni come la versione in francese del sito della Camera dei deputati. Pur essendo vietato discriminare tra le dodici minoranze linguistiche che hanno pari diritti linguistici e costituzionali, solo tre di queste (minoranza francese della Valle d'Aosta; minoranza germanofona della provincia di Bolzano; minoranza slovena della provincia di Trieste) godono di una maggiore tutela, grazie a trattati internazionali stipulati prima della approvazione della L. 482/1999 e ratificati dal Parlamento italiano, avendo scuole pubbliche statali in cui la lingua curriculare è quella propria della minoranza, nonché un canale televisivo nella sola lingua della minoranza.

### Legislazione regionale
Diverse regioni italiane hanno prodotto nel corso degli anni ulteriori leggi regionali a riconoscimento e tutela di vari idiomi, fra cui in ordine cronologico:
- la regione Piemonte con la L.R. 26/1990[151], integrata dalla L.R. 37/1997[152], e con la legge statutaria del 7 marzo 2005[153], piemontese, occitano, franco provenzale e walser; la successiva L.r. nr. 11 del 7 aprile 2009 della regione Piemonte (che supera tutte le precedenti leggi Piemonte in materia) è stata dichiarata parzialmente incostituzionale dalla Consulta e l'idioma piemontese può essere solo valorizzato sul piano culturale[154] mentre l'occitano, il franco-provenzale e il walser hanno anche tutela linguistica essendo tutelati dalla L. 482/99.
- la regione Friuli-Venezia Giulia con la L.R. 15/1996[155] e L.R. 29/2007[156] il friulano, con la legge statale 38/2001[157] e la L.r. 26/2007[158] lo sloveno, con la L.R. 20/2009 il tedesco[159] e infine con la L.R. 5/2010 la "valorizzazione dei dialetti di origine veneta parlati nella regione Friuli Venezia Giulia"[160];
- la regione Sardegna assume l'identità culturale e linguistica del popolo sardo come bene primario da valorizzare (L.R. 26/1997[161], L.R. 22/18[162]), in conformità ai principi della pari dignità e del pluralismo linguistico sanciti dalla Costituzione e dagli atti internazionali in materia, con particolare riguardo nei confronti della Carta europea delle lingue regionali o minoritarie e della Convenzione-quadro per la protezione delle minoranze nazionali[161]. Pertanto la Regione riconosce i quattro idiomi autoctoni dell'isola (lingua sarda, catalano di Alghero, gallurese, sassarese), nonché il ligure tabarchino[163], "patrimonio immateriale della Regione" e garantisce la tutela linguistica alla minoranza sarda e a quella catalana di Alghero[161][164].
- la regione Veneto con la L.R. 8/2007[165] il veneto; la legge regione Veneto 13 dicembre 2016 nr. 28 (applicazione della convenzione quadro per la protezione delle minoranze nazionali) è stata dichiarata interamente incostituzionale con la Sentenza della Consulta nr. 81/2018.[166]
- la regione Siciliana con la L.R. 9/2011[167] il siciliano[168];
- la regione Puglia con la L.R. 5/2012[169] il greco salentino, arbëreshë e francoprovenzale.
- la regione Lombardia con la L.R. 25/2016 la lingua lombarda[170].

Tutti gli idiomi diversi dalle lingue parlate dalle "minoranze linguistiche storiche" riconosciute e tutelate ai sensi dell'art. 6 della Costituzione italiana, elencate nell'art. 2 della legge 482/99, possono essere esclusivamente valorizzati sul solo piano culturale ai sensi dell'art. 9 della Costituzione italiana, quale patrimonio culturale immateriale regionale.

## Atlante

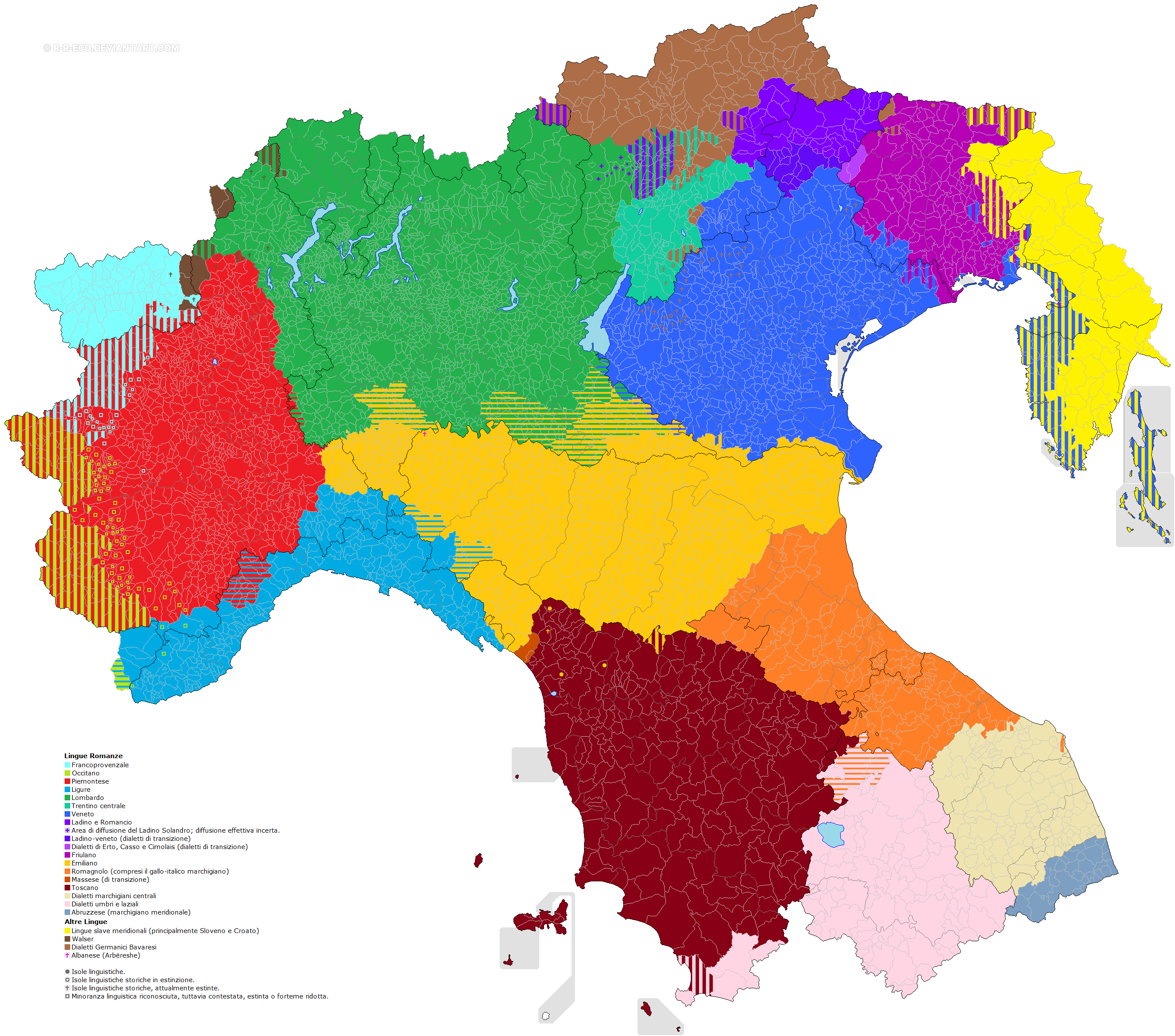
Mappa delle lingue del nord d'Italia mostrante i singoli comuni.
Mappa delle lingue del sud Italia mostrante i singoli comuni.
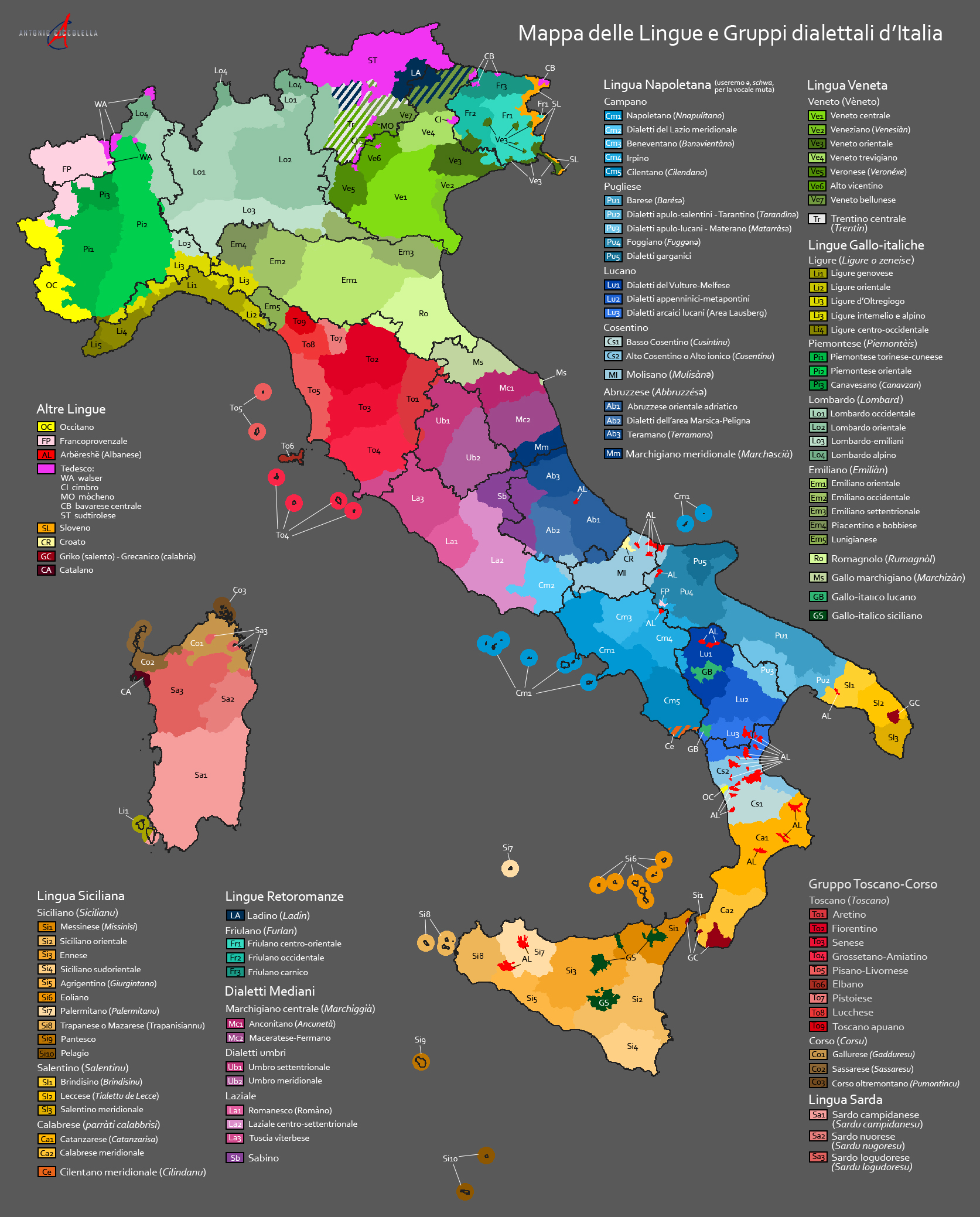
Quadro complessivo delle Lingue e Gruppi dialettali in Italia, prossimo al livello comunale.
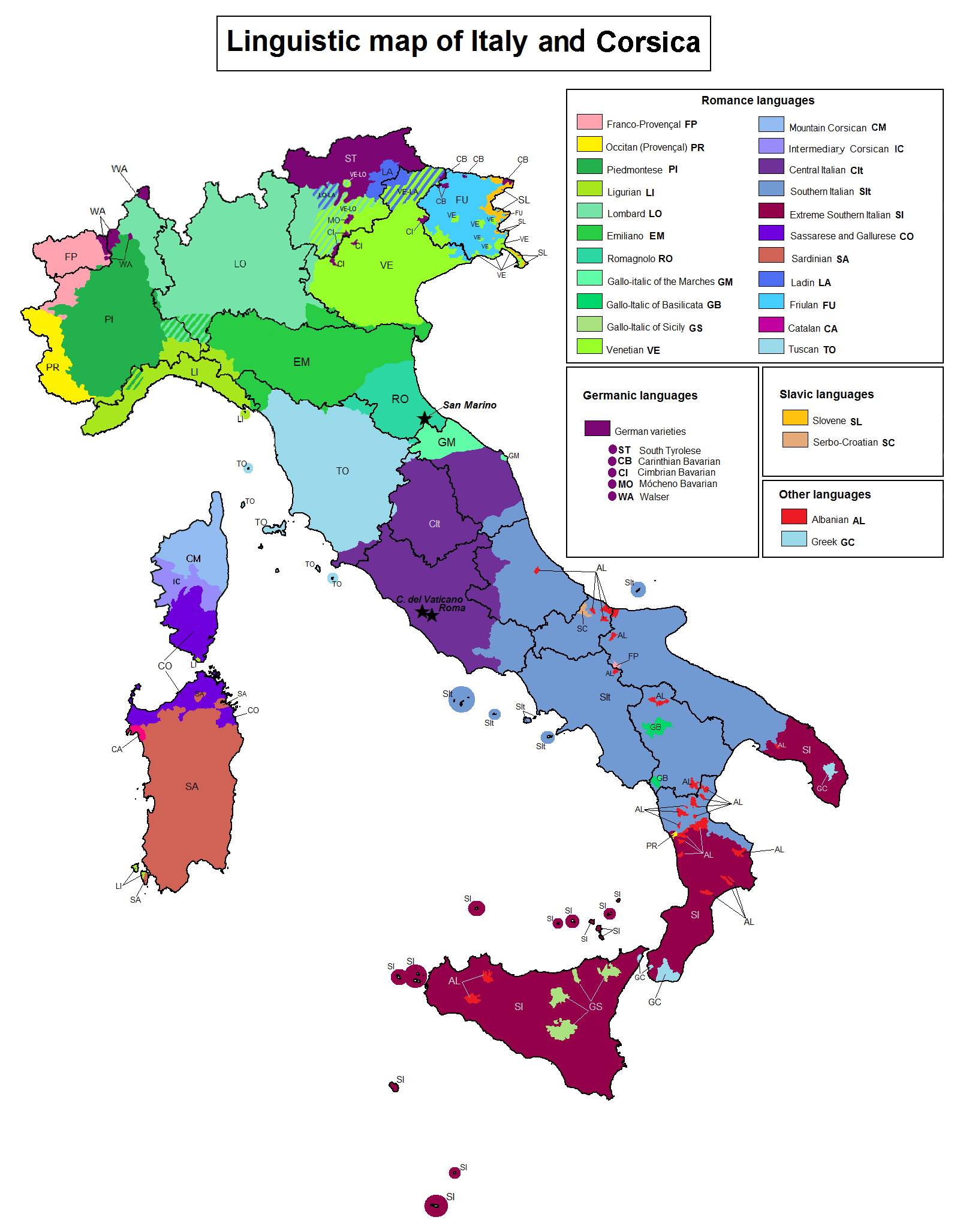
Mappa delle lingue e isole linguistiche in Italia.
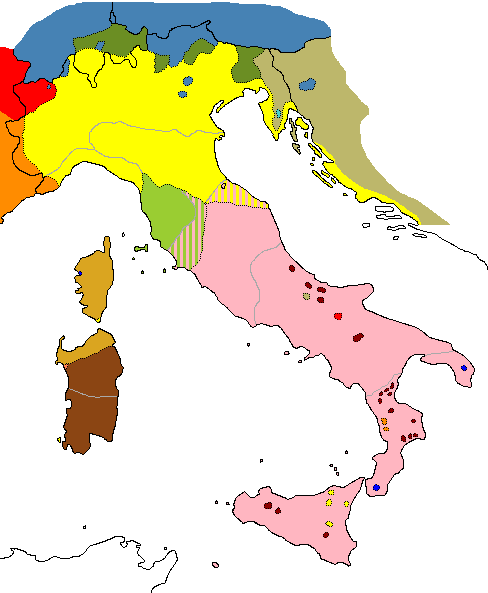
Dialetti in Italia nel 1939 secondo Merlo e Tagliavini.
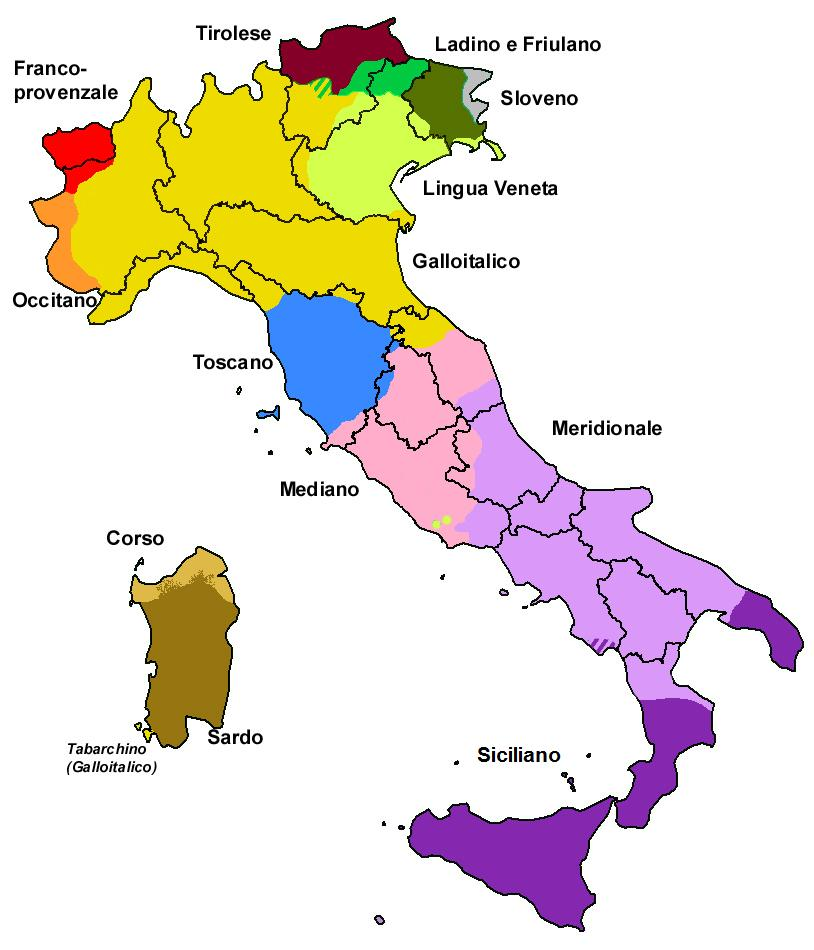
Illustrazione dei principali gruppi linguistici in Italia.
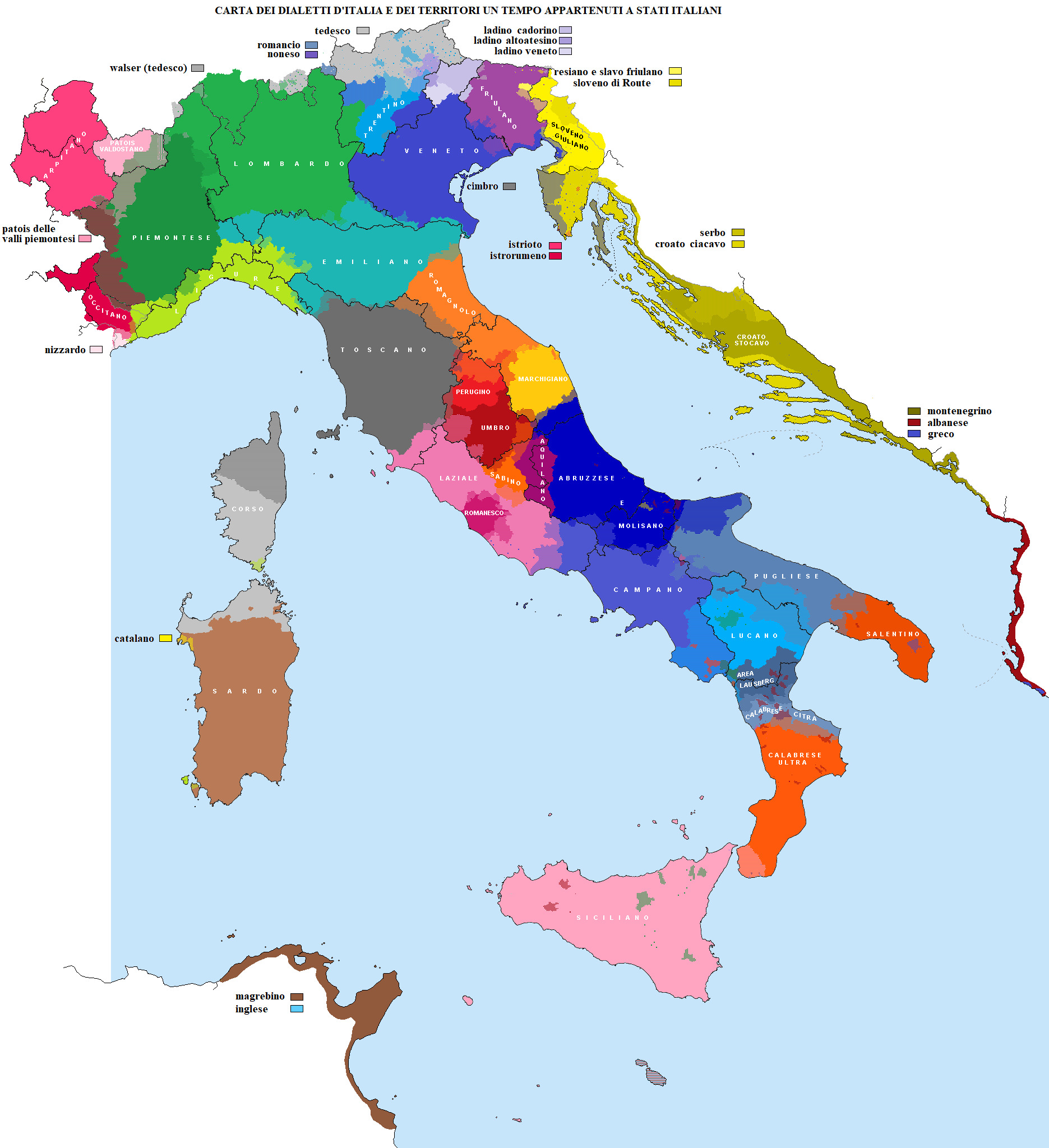
Aree di diffusione dei gruppi dialettali di Italia e di zone limitrofe, che tiene conto sia delle aree di transizione sia di quelle mistilingui.
Minoranze etnico-linguistiche ufficialmente riconosciute.
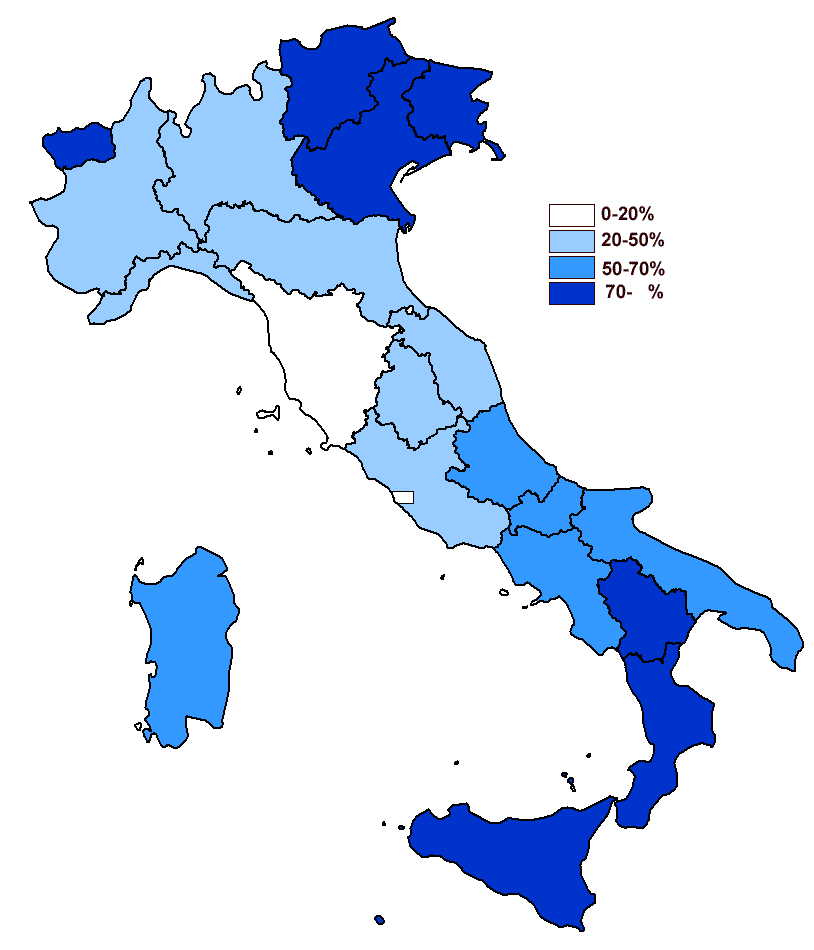
Distribuzione percentuale del bilinguismo in famiglia nelle regioni italiane (inchiesta Doxa del 1982 e dati di Coveri del 1984).
Odierna frequenza d'uso delle lingue e dei dialetti d'Italia (dati ISTAT, 2015).

### Classificazione proposta dall'UNESCO
- Lexikon der Romanistischen Linguistik, Tübingen 1989.

### Classificazione proposta dal SIL international
- Ethnologue: Languages of the World, 15th Edition, edited by Raymond G. Gordon, Jr., SIL International, 2005.

### Classificazione proposta nelle università italiane
- Ilaria Bonomi, Andrea Masini, Silvia Morgana, Mario Piotti, Elementi di Linguistica italiana, edizioni Carocci 2006.
- P. Bruni (a cura di), Arbëreshë: cultura e civiltà di un popolo, 2004.
- Arrigo Castellani, Saggi di linguistica e filologia italiana e romanza, Roma, Salerno editrice, 1980.
- Arrigo Castellani, Grammatica storica della lingua italiana, Bologna, Il Mulino, 2000.
- Manlio Cortelazzo, Carla Marcato, Dizionario etimologico dei dialetti italiani, Torino, UTET, 1992.
- Paolo d'Achille, Breve grammatica storica dell'italiano, Roma, Carocci, 2001.
- Maurizio Dardano, Nuovo manualetto di linguistica italiana, Bologna, Editore Zanichelli, 2005.
- Maurizio Dardano, Gianluca Frenguelli (a cura di), La sintassi dell'italiano antico, atti del convegno internazionale di studi (Università di "Roma tre", 18-21 settembre 2002), Roma, Aracne, 2004.
- Tullio De Mauro, Storia linguistica dell'Italia Unita, Biblioteca universale Laterza 1983.
- Corrado Grassi, Alberto Sobrero, Tullio Telmon, Introduzione alla dialettologia italiana, Roma-Bari, Laterza, 2003.
- Karl Jaberg, Jakob Jud, Atlante linguistico ed etnografico dell'Italia e della Svizzera Italiana, Milano, Unicopli, 1987.
- Loporcaro, Michele, Profilo linguistico dei dialetti italiani, Nuova edizione, Roma-Bari, Editori Laterza, 2009, ISBN 978-88-593-0006-9.
- Marcato, Carla, Dialetto, Dialetti e Italiano, Bologna, Il Mulino, 2002.
- Lorenzo Renzi, Alvise Andreose, Manuale di linguistica e filologia romanza, Bologna, Il Mulino, 2003 (prima edizione); 2015 nuova edizione aggiornata e riveduta.
- Giuseppe Patota, Lineamenti di grammatica storica dell'italiano, Bologna, Il Mulino, 2002.
- Posner, Rebecca, The Romance Languages, Cambridge, Cambridge University Press, 2004.
- Schlosser, Rainer, Le Lingue Romanze, Bologna, Il Mulino, 2005.
- Sobrero, Alberto A. e Miglietta, A., Introduzione alla linguistica italiana, Bari, Laterza, 2006.
- Gerhard Rohlfs, Grammatica storica della lingua italiana e dei suoi dialetti, Torino, Einaudi, 1970.
- Tagliavini, Carlo, Le origini delle lingue neolatine, Bologna, Pàtron, 1972.
- Alberto Zamboni, I dialetti e le loro origini, in ItaDial (periodico specialistico), Bologna, Clueb.

### Quarta classificazione proposta
- Geoffrey Hull, "La lingua padanese: Corollario dell’unità dei dialetti reto-cisalpini". Etnie: Scienze politica e cultura dei popoli minoritari, 13 (1987), pp. 50–53; 14 (1988), pp. 66–70.
- Geoffrey Hull, The Linguistic Unity of Northern Italy and Rhaetia: Historical Grammar of the Padanian Language, 2 volumi. Sydney: Beta Crucis, 2017.
- Pierre Bec, Manuel pratique de philologie romane (II, 472), Editions Picard, 1971.
- G.B. Pellegrini, Il cisalpino ed il retoromanzo, 1993.
- G.B. Pellegrini, Delle varie accezioni ed estensioni di "ladino".

### Altre opere
- Maurizio Tani, La legislazione regionale in Italia in materia di tutela linguistica dal 1975 ad oggi, in LIDI-Lingue e Idiomi d'Italia (Lecce), I/1 (2006), pp. 115–158  */La_legislazione_regionale_in_Italia_in_materia_di_tutela_linguistica_dal_1975_ad_oggi Accademia.edu: La legislazione regionale in Italia in materia di tutela linguistica dal 1975 ad oggi.
- Carla Marcato, Dialetto, dialetti e italiano, Nuova edizione, Bologna, il Mulino, 2007, ISBN 978-88-15-11424-2.
- Michele Loporcaro, Profilo linguistico dei dialetti italiani, Nuova edizione, Roma-Bari, Editori Laterza, 2013, ISBN 978-88-593-0006-9.
- Daniele Bonamore, Lingue minoritarie Lingue nazionali Lingue ufficiali nella Legge 482/1999, Milano, Editore Franco Angeli, 2008.
- Sergio Salvi, Le lingue tagliate - Storia delle minoranze linguistiche in Italia, Milano, Rizzoli Editore, 1975.
- Tullio De Mauro, Storia linguistica dell'Italia unita, 1ª ed., Laterza  [1963].
- Gaetano Berruto, Massimo Cerruti, La linguistica. Un corso introduttivo, Utet, Torino, 2017
- Fiorenzo Toso, Lingue d'Europa. La pluralità linguistica dei paesi europei fra passato e presente, Baldini Castoldi Dalai, Milano, 2006
- Alberto Varvaro, Linguistica romanza. Corso introduttivo, Liguori Editore, Napoli, 2001
- Carla Marcato, Guida allo studio dei dialetti, Clep, Padova, 2011
- Mari D'Agostino, Sociologia dell'Italia contemporanea, Il Mulino, Bologna, 2007
- Francesco Avolio, Lingue e dialetti d'Italia, 4ª ristampa, Roma, Carocci, 2015  [2009], ISBN 978-88-430-5203-5.